# Mary Montagu, Duquesa de Montagu
Mary Montagu, Duquesa de Montagu (15 de julho de 1689 – 14 de maio de 1751), anteriormente Lady Mary Churchill, era uma oficial da corte britânica e nobre, esposa de John Montagu, 2.º Duque de Montagu. Ela era a filha mais nova sobrevivente de John Churchill, 1.º Duque de Marlborough, e sua esposa Sarah.
Ela se casou com Montagu em 17 de março de 1705, quando ele era Conde de Montagu. Eles tiveram cinco filhos:
- Isabella (m. 20 de dezembro de 1786), que se casou primeiro com William Montagu, 2.º Duque de Manchester e segundo Edward Hussey-Montagu, 1.º Conde de Beaulieu; só havia filhos do segundo casamento.
- João (1706–1711)
- George (morreu na infância)
- Mary (c. 1711 - 1º de maio de 1775), que se casou com George Brudenell, 4.º Conde de Cardigan, e teve filhos.
- Edward (27 de dezembro de 1725 - maio de 1727)

De 1714 a 1717, a duquesa foi dama-do-quarto da Princesa de Gales. Ela foi pintada por Sir Godfrey Kneller em 1740. Um retrato dela com o marido e a filha foi pintado por volta de 1729 por Gawen Hamilton. A duquesa é mencionada na sátira de Delarivier Manley de 1709, The New Atalantis.
Um dos que se beneficiaram da vontade da duquesa foi Ignatius Sancho, um escravo africano que se tornou seu mordomo após a morte do marido. Ela deixou uma pensão para ele, mas como não encontrou uma carreira alternativa, ele voltou mais tarde ao serviço da família Montagu.